# Marielle Berger Sabbatel
Marielle Berger Sabbatel nata Berger (Bourg-Saint-Maurice, 29 gennaio 1990) è una sciatrice freestyle ed ex sciatrice alpina francese.

## Biografia

### Stagioni 2006-2011
Marielle Berger Sabbatel nella prima parte della sua carriera ha gareggiato nello sci alpino: attiva in gare FIS dal dicembre del 2005, in Coppa Europa ha esordito il 10 dicembre 2007 ad Alleghe/Zoldo Alto in slalom gigante, senza completare la prova, e ha ottenuto il miglior piazzamento il 4 febbraio 2008 ad Abetone nella medesima specialità (8ª). Ha partecipato ai Mondiali juniores di Garmisch-Partenkirchen 2009 piazzandosi 20ª nella discesa libera, 17ª nello slalom gigante e non concludendo la gara di supergigante.
Ha preso per l'ultima volta il via in Coppa Europa l'11 marzo 2011 a La Molina in slalom gigante (29ª); la sua ultima gara nello sci alpino è stata uno slalom gigante FIS disputato il 3 aprile successivo a Le Grand-Bornand, non completato dalla Berger Sabbatel che durante la sua carriera nello sci alpino non ha esordito in Coppa del Mondo né preso parte a rassegne olimpiche o iridate.

### Stagioni 2012-2025
Dalla stagione 2011-2012 si è dedicata al freestyle, specialità ski cross; in Coppa del Mondo ha esordito il 17 dicembre 2011 a San Candido (7ª) e ha conquistato il primo podio il 3 febbraio 2013 a Grasgehren (3ª); ha debuttato ai Mondiali a Oslo/Voss 2013, dove non ha terminato la prova.
In Coppa Europa ha esordito il 31 gennaio 2014 a Orcières (4ª) e ha ottenuto il primo podio il giorno successivo nella medesima località (3ª); ai successivi XXII Giochi olimpici invernali di Soči 2014, sua esordio olimpico, si è classificata 19ª, mentre ai Mondiali di Sierra Nevada 2017 è stata 6ª. L'anno dopo ai XXIII Giochi olimpici invernali di Pyeongchang 2018 si è piazzata 10ª, mentre ai Mondiali di Park City 2019 è stata 12ª; il 21 dicembre dello stesso anno ha conquistato a San Candido la prima vittoria in Coppa del Mondo. Ai Mondiali di Idre Fjäll/Astana/Aspen 2021 è stata 6ª e a quelli di Bakuriani 2023 si è classificata 10ª nella gara individuale e 4ª in quella a squadre. Nella stagione 2023-2024 si è piazzata 2ª nella Coppa del Mondo di ski cross; l'anno dopo ai Mondiali di Engadina 2025 si è piazzata 4ª sia nella gara individuale sia in quella a squadre.

## Palmarès

### Sci alpino

#### Coppa Europa
- Miglior piazzamento in classifica generale: 62ª nel 2009

#### South American Cup
- Miglior piazzamento in classifica generale: 27ª nel 2008
- 1 podio:
  - 1 terzo posto

### Freestyle

#### Coppa del Mondo
- Miglior piazzamento nella Coppa del Mondo di ski cross: 2ª nel 2024
- 31 podi:
  - 2 vittorie
  - 17 secondi posti
  - 12 terzi posti

##### Coppa del Mondo - vittorie
| Data             | Località    | Paese  | Specialità |
| ---------------- | ----------- | ------ | ---------- |
| 21 dicembre 2019 | San Candido | Italia | SX         |
| 18 marzo 2023    | Craigleith  | Canada | SX         |

Legenda:

SX = ski cross

#### Coppa Europa
- Miglior piazzamento nella classifica di ski cross: 12ª nel 2023
- 5 podi:
  - 2 secondi posti
  - 3 terzi posti

#### Campionati francesi
- 3 medaglie:
  - 3 ori (ski cross nel 2018; ski cross nel 2019; ski cross nel 2020)